# Rimae Pettit
Le Rimae Pettit sono una struttura geologica della superficie della Luna.